# Shuanggou, Hubei
Shuanggou (kinesiska: 双沟, 双沟镇) är en köping i Kina. Den ligger i provinsen Hubei, i den centrala delen av landet, omkring 250 kilometer nordväst om provinshuvudstaden Wuhan. Antalet invånare är 84 352. Befolkningen består av 41 765 kvinnor och 42 587 män. Barn under 15 år utgör 15,0 %, vuxna 15-64 år 76 %, och äldre över 65 år 7,0 %.
Runt Shuanggou är det tätbefolkat, med 383 invånare per kvadratkilometer. Närmaste större samhälle är Qifang, 17,2 km öster om Shuanggou. Trakten runt Shuanggou består till största delen av jordbruksmark.
Genomsnittlig årsnederbörd är 862 millimeter. Den regnigaste månaden är augusti, med i genomsnitt 146 mm nederbörd, och den torraste är januari, med 8 mm nederbörd.